# Funes (Santa Fe)
Funes is een plaats in het Argentijnse bestuurlijke gebied  Rosario in de provincie Santa Fe. De plaats telt 14.750 inwoners.